# Byens lys (tv-station)
Byens Lys var en lokal-tv-station på Nørrebro i København i perioden 1989 til 1993. Byens Lys gik i luften med første program 1. april 1990. Stationen havde første adresse på Blågårds Plads, senere i Medborgerhuset på Kapelvej 44 og til sidst på det daværende Sankt Joseph Hospital. Stationen var part i det fælles produktionsmiljø foreningen "Levende By", der foruden Byens Lys havde medlemmer som TV STOP, Vesterbro Lokal-TV, TV-Kurt og Frederiksberg Lokal-TV. Ca. 50% af udsendelserne blev produceret af frivillige og 50% blev produceret af kursister fra undervisnings- og aktiveringsprojektet "Jungletrommen". Tv-stationen lavede tv med udgangspunkt i aktivering af arbejdsløse. Byens Lys gik konkurs i sommeren 1993 og genåbnede samme år som Kanal 1.
Mere information fås i dokumentarserien "Historien om Kanal København", som vises på Kanal København fra foråret 2009.